# Globočec
Globočec is een plaats in de gemeente Marija Bistrica in de Kroatische provincie Krapina-Zagorje. De plaats telt 619 inwoners (2001).